# HD 166
HD 166 is een BY Draconis veranderlijke met een spectraalklasse van K0V. De ster bevindt zich 44,90 lichtjaar van de zon.